# Santa Elena (La Florida)
Santa Elena (1566-1587) fu un avamposto spagnolo fondato da Pedro Menéndez de Avilés sull'odierna Parris Island (Carolina del Sud).

## Descrizione
In origine fu fondata per diventare la capitale della colonia spagnola di La Florida, dopo la distruzione della francese Charlesfort nel 1565 per mano di Menéndez. Santa Elena ospitò una numerosa comunità, divenendo la base delle operazioni di gesuiti e militari nella parte settentrionale della Florida spagnola.
Nel 1567 il governatore Pedro Menéndez ordinò una spedizione, guidata dal capitano Juan Pardo, che partendo da Santa Elena avrebbe dovuto esplorare l'interno dell'America settentrionale. La missione di Pardo era quella di convertire pacificamente i nativi e cercare una via diretta per le miniere d'argento del Messico. Nel dicembre del 1566 un contingente di 125 uomini partì con la prima delle due esplorazioni di Pardo del 1566-1568; nessuno di loro riuscì a superare gli Appalachi.
La spedizione di Pardo fondò il primo insediamento europeo nell'entroterra dell'attuale Carolina del Nord. Juan Pardo guidò i suoi uomini fino a Joara, un importante centro della cultura del Mississippi nei pressi dell'attuale Morganton. Pardo modificò il nome del villaggio in Cuenca, reclamandolo nel nome della Spagna. Gli spagnoli costruirono Forte San Juan stabilendovisi per l'inverno. Pardo vi lasciò 30 uomini. L'anno seguente Pardo vi tornò per costruire altri cinque forti, lasciando guarnigioni lungo gli Appalachi. Tornò a Santa Elena senza riuscire a superare Joara. Dopo 18 mesi i nativi attaccarono i soldati, uccidendo tutti i 120 occupanti tranne uno e bruciando tutti i forti. Gli spagnoli non tornarono più a rivendicare l'entroterra.
Nel 1576 i nativi delle vicine Orista ed Escamacu bruciarono Santa Elena. Gli spagnoli abbandonarono Forte San Felipe, anch'esso dato alle fiamme. Un anno dopo gli spagnoli tornarono e ricostruirono l'insediamento, costruendo contemporaneamente una nuova struttura chiamata Fort San Marcos (Carolina del Sud). Dopo circa un decennio, nella seconda metà del 1587, gli spagnoli si ritirarono nell'attuale Florida abbandonando Santa Elena. Gli indiani di Escamacu, convertiti al Cristianesimo prima della partenza degli spagnoli, sopravvissero fino all'inizio del XVII secolo, prima di venire assorbiti da tribù più numerose.
Durante i 21 anni di occupazione spagnola Santa Elena ospitò numerose fortificazioni, tra cui Forte San Salvador, costruito da Menéndez nel 1566, Forte San Felipe, eretto dopo l'arrivo di rinforzi e rifornimenti, e Forte San Marcos, costruito durante la seconda occupazione di Santa Elena. Recentemente il sito di Santa Elena è stato studiato accuratamente con scavi archeologici.